# Rahim Schmidt

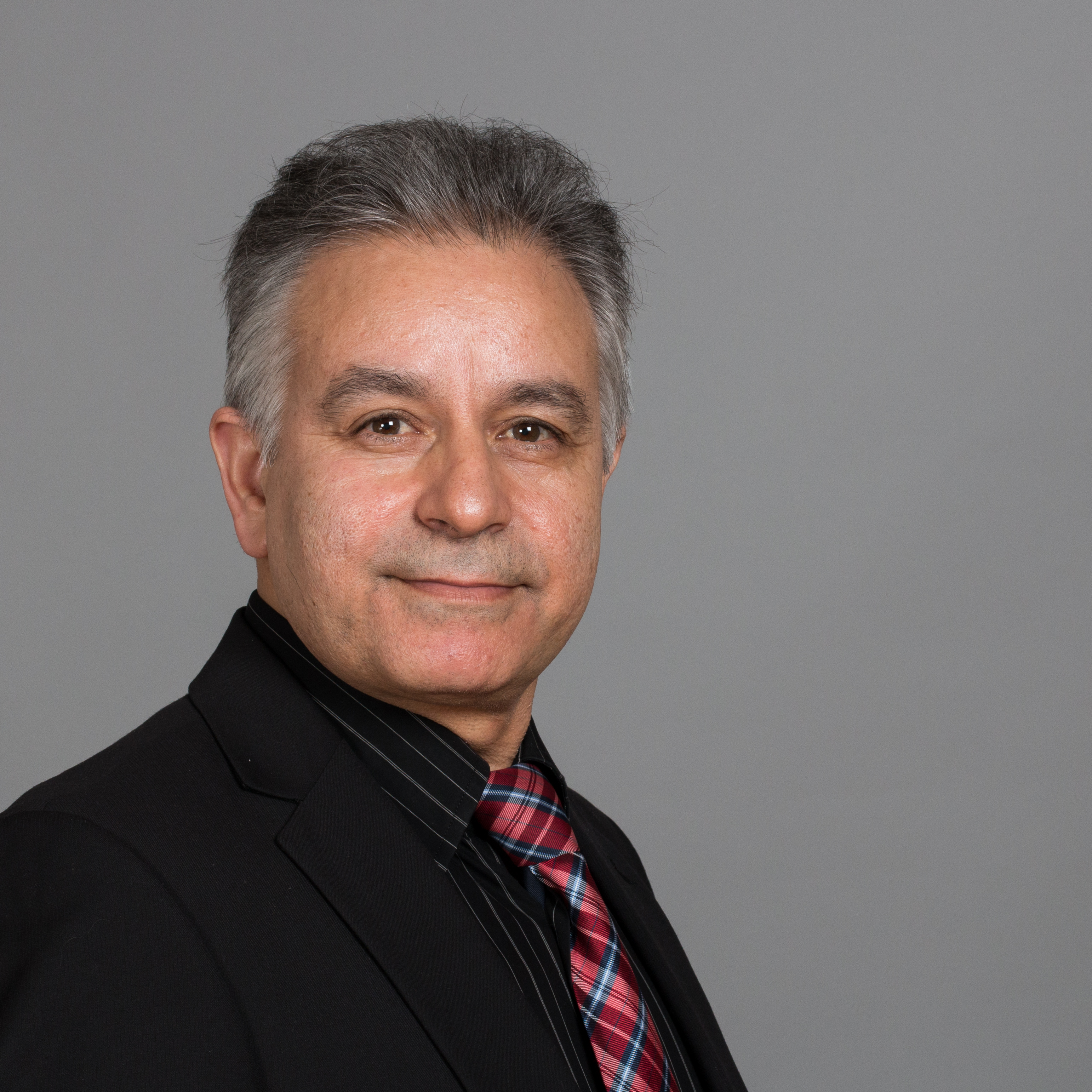
Rahim Schmidt, 2014

Rahim Schmidt, geboren als Rahim Dahdahbiglou (* 1. Februar 1959 in Mianeh, Iran) ist ein iranisch-deutscher Politiker (CDU), Arzt und Wissenschaftler. Bis Mai 2016 war er Abgeordneter im Landtag von Rheinland-Pfalz. 2005 bis 2015 war er Mitglied der Partei Bündnis 90/Die Grünen.

## Studium und Wissenschaft
Nach dem Abitur kam Schmidt 1978 aus dem Iran zum Studium nach Deutschland. Nach dem Besuch des Sprachkolleg Marburg und Studienkolleg Frankfurt studierte er Agrarwissenschaften an der Justus-Liebig-Universität Gießen. Das Studium schloss er 1986 mit einer Arbeit zu Zell- und Gewebekulturen im Fach Molekularbiologie erfolgreich ab. Er erarbeitete sich sein Studium durch verschiedene Aushilfstätigkeiten, da er  aufgrund der politischen Verhältnisse im Iran (Revolution 1979) nicht von seiner Familie unterstützt werden konnte.
Im Jahr 1991 erhielt er für seine Promotionsarbeit zur „Untersuchungen über ILAR-Viren (Prunus Necrotic Ringspot Virus) und deren Ausbreitung in Hopfenbeständen“ den Titel Doktor der Agrarwissenschaften verliehen. Die Arbeit wurde zum internationalen Virologie-Kongress in Gießen publiziert.
Ein zweites Studium der Medizin absolvierte er ab 1994 an der Universität Rostock und der Johann Wolfgang Goethe-Universität Frankfurt am Main. Dieses schloss er 2003 erfolgreich ab. Seit 2004 praktiziert er als Arzt. Ausgewählte Themen der Psychosomatischen Medizin publizierte er zum Internisten-Kongress Wiesbaden und diversen Psychologie-Kongressen 2009.
Im Jahr 2010 legte er an der Johannes Gutenberg-Universität Mainz seine zweite Promotionsarbeit zum Thema „Betreuungsbedürfnisse von Patienten in der primärärztlichen Versorgung“ vor. Ihm wurde der Titel Doktor der Medizin verliehen. Die Arbeit wurde mit dem Forschungspreis 2011 des deutschen Hausärzteverbands Rheinland-Pfalz ausgezeichnet.

## Familie
Rahim Schmidt ist mit einer Ärztin verheiratet und hat einen Sohn. Neben seinem politischen Mandat setzt er seine Tätigkeit als Allgemeinmediziner fort.

## Politik
Im Jahr 2005 trat Schmidt in die Partei Bündnis 90/Die Grünen ein.
Er gehörte dem Ortsbeirat von Mainz-Finthen von 2009 bis 2010 an. Die Tätigkeit endete durch seinen Umzug nach Mainz-Gonsenheim.
Rahim Schmidt kandidierte 2011 für Bündnis 90/Die Grünen im Wahlkreis Mainz II (Wahlkreis 28) und auf Platz 12 der Landesliste bei der Landtagswahl in Rheinland-Pfalz 2011. Er erhielt ein Landtagsmandat über die Landesliste. Er gilt als der erste Politiker mit Migrationshintergrund, der in den Landtag von Rheinland-Pfalz einziehen konnte.
Seine politischen Schwerpunkte sind nach eigenen Worten „Gesundheitspolitik, Migrationspolitik, Umweltpolitik (Agrarpolitik), Forschung und Wissenschaft. Seine Expertise befähige ihn, Themen der Bildung, Gesundheit und Umwelt- und Agrarpolitik zu bewerten.“.
Schmidt war Mitglied im Ausschuss für Soziales, Arbeit, Gesundheit und Demographie, sowie fachpolitischer Sprecher seiner Fraktion für Forschung und Gesundheit und gehörte dem Kuratorium der Fachhochschule Bingen an.
Er war 2012 Gründungsmitglied der parteiinternen „Arbeitsgruppe Säkulare Grüne“ und bis 2015 Sprecher.
Für die Landtagswahl 2016 kandidierte er 2015 für die geraden Plätzen 6–14 der Landesliste, wurde dabei allerdings nicht gewählt und konnte somit keinen aussichtsreichen Listenplatz erreichen. Drei Monate später trat er wegen der Flüchtlingspolitik bei den Grünen aus. Migranten und Flüchtlinge seien zunehmend Verlierer der aktuellen politischen Entwicklungen.

## Ehrenamtliche Tätigkeiten
Schmidt engagiert sich unter anderen bei Amnesty International für Menschenrechte insbesondere im Iran. Für die Internationale Gesellschaft für Menschenrechte hat er Patenschaften für die Frauenrechtlerin Nasrin Southudeh und den Filmemacher Jafar Panahi sowie den Blogger Hossein Ronaghi-Maleki übernommen.
Darüber hinaus ist er zweiter Vorsitzender des Vereins Armut_und_Gesundheit_in_Deutschland und Mitglied des iranischen Kulturvereins DIWAN e.V.